# Vương phu nhân (Lang Gia)
Vương phu nhân (tiếng Trung: 王夫人; ? – ?), không rõ tên thật, là phi tần của Ngô Đại Đế Tôn Quyền, vị vua đầu tiên Đông Ngô thời Tam Quốc trong lịch sử Trung Quốc.

## Tiểu sử
Vương phu nhân quê ở quận Lang Gia, Từ Châu, là con gái của Vương Lư Cửu (王盧九), thuộc đại tộc Lang Gia Vương thị. Vương phu nhân được tuyển vào Ngô vương cung, được Tôn Quyền sủng ái. Năm 224, Vương phu nhân sinh công tử Tôn Hòa, nên càng được Tôn Quyền yêu quý, địa vị chỉ kém Bộ phu nhân. Tôn Hòa cũng nhờ mẹ mà được cha yêu quý.
Năm 242, sau khi thái tử Tôn Đăng chết bệnh, Tôn Quyền lập Tôn Hòa làm Nam cung Thái tử, cũng dự định lập Vương phu nhân làm hoàng hậu. Toàn công chúa là con gái của Tôn Quyền với Bộ phu nhân vốn không ưu Vương phu nhân, nên thường xuyên gièm pha phu nhân trước mặt Tôn Quyền. Có một lần, Tôn Quyền bị ốm, Toàn công chúa tung tin đồn rằng Vương phu nhân vui mừng khi thấy Tôn Quyền bệnh nặng [để Tôn Hòa sớm lên ngôi]. Quyền nghe được lời đó, vô cùng tức giận. Vương phu nhân vì thế mà chết trong khổ cực.
Sau khi Vương phu nhân chết, Tôn Hòa cũng bị thất sủng trong Nam Lỗ đảng tranh. Đến năm 250, Tôn Hòa bị phế truất, lưu đày.
Năm 264, con trai trưởng của Tôn Hòa là Tôn Hạo được tôn lên ngôi vua, truy tông bà nội thụy hiệu Đại Ý hoàng hậu (大懿皇后). Ba người em trai của bà cũng được Tôn Hạo phong tước liệt hầu.

## Trong văn hóa
Trong tiểu thuyết Tam quốc diễn nghĩa của La Quán Trung, Vương phu nhân được nhắc đến ở hồi 108, được mô tả giống như trong sử sách.